# Попов Анатолій Федорович
Анатолій Федорович Попов (14 березня 1937) — український хімік, академік Національної академії наук України, Заслужений діяч науки і техніки України, Лауреат Державної премії України в галузі науки і техніки. Директор Інституту фізико-органічної хімії і вуглехімії імені Л. М. Литвиненка.

## З життєпису
Народився 14 березня 1937 у селі Ламська Білгородської області (Росія). Закінчив Харківський державний університет у 1959 р. З 1967 р. кандидат хімічних наук, з 1984 доктор хімімічних наук, професор за фахом органічна хімія з 1988 р. З 1976 р. — заступник директора інституту фізико-органічної хімії й вуглехімії ім. Л. М. Литвиненка НАН України, з 1980 р. — завідувач відділом хімії молекулярних комплексів інституту, з 1983 р. — директор інституту. Веде викладацьку діяльність — з 1991 по 2001 був завідувачем кафедри біохімії Донецького національного університету.
Коло наукових інтересів: теорія механізмів реакцій нуклеофільного заміщення, розробка проблеми «реакційна здатність-структура». Автор понад 500 наукових публікацій.

## Нагороди
- Нагороджений орденом Знак Пошани (1987).
- Найкращий винахідник АН УРСР (1982).
- Лауреат Державної премії України в галузі науки і техніки (1993).
- Премія НАН України імені О. І. Бродського